# 2K Czech
2K Czech (voorheen bekend als Illusion Softworks) was een Tsjechisch computerspelontwikkelaar uit Brno. Opgericht in 1997 door Petr Vochozka als Illusion Softworks, werd het bedrijf in januari 2008 overgenomen door Take-Two Interactive. De studio werd hernoemd naar 2K Czech, als wie ze onder andere Mafia II ontwikkelde. In de jaren erna zou het Hangar 13 ondersteunen met de ontwikkeling van Mafia III. In 2017 werd bekend dat de studio volledig was gefuseerd met Hangar 13.
Het bedrijf is bekend van de Hidden & Dangerous en Mafia-serie. Ook heeft ze geholpen bij het ontwikkelen van de Vietcong-serie.

## Computerspellen
| Jaar | Titel                          | Platform(s)                            |
| ---- | ------------------------------ | -------------------------------------- |
| 1999 | Hidden & Dangerous             | Dreamcast, PlayStation, Windows        |
| 2000 | Flying Heroes                  | Windows                                |
| 2002 | Mafia: The City of Lost Heaven | PlayStation 2, Windows, Xbox           |
| 2003 | Vietcong                       | PlayStation 2, Windows, Xbox           |
| 2003 | Hidden & Dangerous 2           | Windows                                |
| 2004 | Wings of War                   | Windows, Xbox                          |
| 2005 | Vietcong 2                     | Windows                                |
| 2005 | Chameleon                      | Windows                                |
| 2007 | Circus Empire                  | Windows                                |
| 2009 | Axel & Pixel                   | Windows                                |
| 2010 | Mafia II                       | PlayStation 3, Windows, Xbox 360       |
| 2011 | Top Spin 4                     | PlayStation 3, Wii, Xbox 360           |
| 2016 | Mafia III                      | PlayStation 4, OS X, Windows, Xbox One |